# Piano Etudes
Piano Etudes (Carl Czerny • Moritz Moszkowski • Grażyna Bacewicz • Marian Sawa) – album polskiego pianisty Marcina Tadeusza Łukaszewskiego, wydany 2 lutego 2017 pod szyldem Acte Préalable (nr kat. AP0380). Płyta uzyskała nominację do Fryderyka 2018 w kategorii Album Roku Recital Solowy.

## Lista utworów
- Carl Czerny - Die Kunst der Fingerfertigkeit op. 740 (selection)
- Moritz Moszkowski - 2 Etudes from the Collection 15 Virtuoso Etudes 'Per aspera ad astra' Op. 72
- Grażyna Bacewicz - 10 Concert Etudes
- Marian Sawa - Four Etudes